# Éleuthère d'Alexandrie
Éleuthère ou Élie II d'Alexandrie est un  patriarche melkite d'Alexandrie  vers 1180 ou de 1175 à 1180 

## Contexte
Parfois identifie avec son prédécesseur Élie II. Il succède à Sophrone III et précède Marc III selon Venance Grumel ou il succède à Élie II